# Pentafluorsulfanylperfluorsulfonsäuren

Pentafluorsulfanylperfluoroctansulfonsäure (SF_{5}-PFOS)

Pentafluorsulfanylperfluorsulfonsäuren (SF5-PFSA), auch Pentafluorsulfanylperfluoralkansulfonsäuren, sind chemische Verbindungen, die zur Familie per- und polyfluorierten Alkylverbindungen (PFAS) gehören. Sie sind strukturell mit den Perfluorsulfonsäuren (PFSA) verwandt.
SF5-PFSA wurden in Böden, Grundwasser, Fischen sowie aquatischen und terrestrischen Invertebraten gefunden. In einem hochkontaminierten Boden aus Brilon-Scharfenberg machten SF5-PFSA – primär SF5-PFOS, SF5-PFNS und SF5-PFDS – 40 % der gesamten PFAS-Belastung aus.